# Radula fujitae
Radula fujitae är en bladmossart som beskrevs av Furuki. Radula fujitae ingår i släktet radulor, och familjen Radulaceae. Inga underarter finns listade i Catalogue of Life.